# 4:2-Fluortelomeralkohol
4:2-Fluortelomeralkohol ist eine chemische Verbindung aus der Gruppe der Fluortelomeralkohole.

## Vorkommen
4:2-Fluortelomeralkohol wurde in Norwegen in Sedimenten nachgewiesen. Auch in Handelsprodukten wurde es nachgewiesen.

## Eigenschaften
4:2-Fluortelomeralkohol ist eine farblose, klare Flüssigkeit. In der Atmosphäre reagiert es mit freien Chloratomen und OH-Radikalen zu verwandten Verbindungen wie Perfluorcarbonsäuren.

## Sicherheitshinweise
Die Verbindung ist die giftigste der homologen Reihe.